# Deuxième guerre scolaire
Pour les articles homonymes, voir Guerre scolaire.
La deuxième guerre scolaire consiste en une crise politique qui agita la Belgique de 1950 à 1959, dans le contexte de tensions entre catholiques et laïcs liées à la question de l’enseignement. Elle porte sur des questions pragmatiques touchant en particulier aux subventions respectivement dispensées à l’enseignement libre et à l’enseignement officiel. Elle ne doit pas être confondue avec la première guerre scolaire. La deuxième guerre scolaire aboutit à la conclusion du pacte scolaire. La question scolaire, à l’instar de la question royale, est également marquée par le clivage communautaire et linguistique.

## Le contexte de la deuxième guerre scolaire

### La liberté d’enseignement dans la Constitution belge
L’article 17 de la Constitution belge de 1831 stipule que « l'enseignement est libre ; toute mesure préventive est interdite : la répression des délits n'est réglée que par la loi. L'instruction publique donnée aux frais de l'État est également réglée par la loi.». Cette disposition consacre donc tout à la fois la liberté d’enseignement et l’organisation d’un système d’enseignement à charge de l’État. Elle induit par là nécessairement le développement et la cohabitation entre un système d’enseignement « libre » (en Belgique essentiellement développé par le monde catholique) et un réseau d’enseignement « officiel » organisé par les pouvoirs publics. 
Cette situation débouche, à la fin du XIXe siècle, sur la coexistence d’un réseau d’enseignement libre (essentiellement catholique) et d’un réseau d’enseignement officiel, aux rapports marqués par la concurrence et les tensions. Se pose en particulier à cet égard la question du subventionnement (ou non) du réseau d’enseignement libre et de ses conditions. Ce conflit politique qui émergea en Belgique de 1879 à 1884 du chef de l’adoption de la loi du 21 janvier 1879 prévoit que chaque commune devait posséder au moins une école primaire laïque et neutre

### La solution de la question royale
La Belgique d'après-guerre est fortement touchée par deux grandes questions délicates : la question royale, qui doit trancher sur le retour sur le trône de Léopold III (qui avait accepté la défaite de la Belgique en 1940) et la deuxième guerre scolaire. La question royale, où le clivage entre catholiques et laïcs est marqué, occupe l’essentiel du débat politique belge de 1945 à 1950.
La résolution de la question royale en 1950 (abdication de Léopold III au profit de son fils Baudouin Ier) va libérer l’espace du débat entre catholiques et laïcs pour voir celui-ci être accaparé par la question scolaire. Dès janvier 1949, avant même que la question royale ne soit résolue, le Cardinal Van Roey met en exergue la situation défavorable de l'enseignement catholique. Les ferments d'une nouvelle guerre scolaire couvent en réalité déjà.

### Le contexte linguistique
Depuis la fin de la première guerre mondiale (1914 – 1918), les tensions entre Flamands et Wallons diminuent petit à petit mais, après la deuxième guerre mondiale, ces tensions repartent de plus belle et reviennent sur le devant de la scène politique belge, surtout dans les années 1950. En Flandre, la population vote majoritairement catholique alors que tel n’est pas le cas à Bruxelles et en Wallonie. 

### Les conceptions divergentes des partis politiques en matière d’enseignement
Des conceptions divergentes opposent le Parti Social Chrétien (P.S.C.) d’une part, le Parti Socialiste Belge (P.S.B.) et le Parti Libéral (P.L.) d’autre part, s’agissant de l’organisation de l’enseignement, au regard des principes constitutionnels de la liberté d’enseignement et de la responsabilité de l’État dans la dispensation de l’instruction publique. Le P.S.C., qui a abandonné l’ancienne volonté du Parti Catholique de cléricaliser l’enseignement officiel, défend la légitimité du droit aux subsides en faveur de l’enseignement catholique. Le P.S.B., globalement suivi en la matière par le P.L., conteste le droit aux subsides de l’enseignement libre et n’admet l’octroi de subsides publics en sa faveur qu’au terme d’un droit discrétionnaire de l’État (selon son appréciation en opportunité).
Cependant, sur le plan idéologique, socialistes et libéraux ne remettent plus en question le principe du subventionnement de l’enseignement confessionnel et les dirigeants du parti catholique, devenu le P.S.C. en 1945, pour leur part, ont abandonné l’idée d’enfermer l’État dans un rôle purement supplétif en matière d’enseignement . 

### L’expansion de l’enseignement secondaire
Les années d’après-guerre voient une expansion importante de l’enseignement secondaire,,, sans développement correspondant du subventionnement de l’enseignement catholique, plaçant ce réseau dans la difficulté . Cette situation et la propension des socialistes et des libéraux à augmenter l’offre d’enseignement public provoque l’opposition des milieux catholiques.

## Déroulement historique de la deuxième guerre scolaire

### La victoire du P.S.C. lors des élections législatives de 1950
Aux élections législatives du 16 avril 1950, le P.S.C. remporte la majorité absolue des sièges tant à la Chambre qu’au Sénat. Cette situation va lui permettre d’imposer ses vues. Au sein du gouvernement dirigé par Joseph Pholien, puis du gouvernement Van Houtte, Pierre Harmel est désigné ministre de l’éducation nationale.

### L’adoption des lois Harmel
Les initiatives législatives du ministre Harmel tendent, d’une part, à l’amélioration du subventionnement de l’enseignement libre et, d’autre part, à l’institutionnalisation d’un système de collaboration entre l’enseignement officiel et l’enseignement libre.
S’agissant du subventionnement, la loi organique du 23 juillet 1952 de l'enseignement normal et la loi du 17 décembre 1952 modifiant les lois sur l'enseignement moyen coordonnées par l'arrêté du Régent du 31 décembre 1949 mettent en place un système de subventionnement de l’enseignement libre en fonction du nombre d’élèves,. Cette démarche amène une augmentation du subventionnement de l’enseignement libre.
Le personnel laïc de l’enseignement libre, titulaire des diplômes requis, obtient d’être rémunéré sur la même base que le personnel des écoles de l’État ,,.
En termes d’institutionnalisation d’un système de collaboration entre enseignement officiel et enseignement libre, la loi du 17 décembre 1952 institue des commissions mixtes, chargées de donner des avis au ministre s’agissant des programmes scolaires et des demandes de créations d’écoles de l’État et d’agréations d’écoles libres,,. Ces commissions mixtes, qui constituent la clé de voûte des réformes poursuivies par Pierre Harmel, sont composées paritairement de représentants de l’enseignement officiel et de l’enseignement libre. Ces commissions doivent rendre avis lors de la création d’une école de l’État mais non lors de la création d’une école de l’enseignement libre. Les représentants de l’enseignement catholique obtiennent par là un droit d’avis s’agissant de l’organisation et de l’expansion de l’enseignement public,.
Dans les faits, de manière générale, le développement de l’enseignement moyen officiel est ralenti.

### Les réactions à l’adoption des lois Harmel

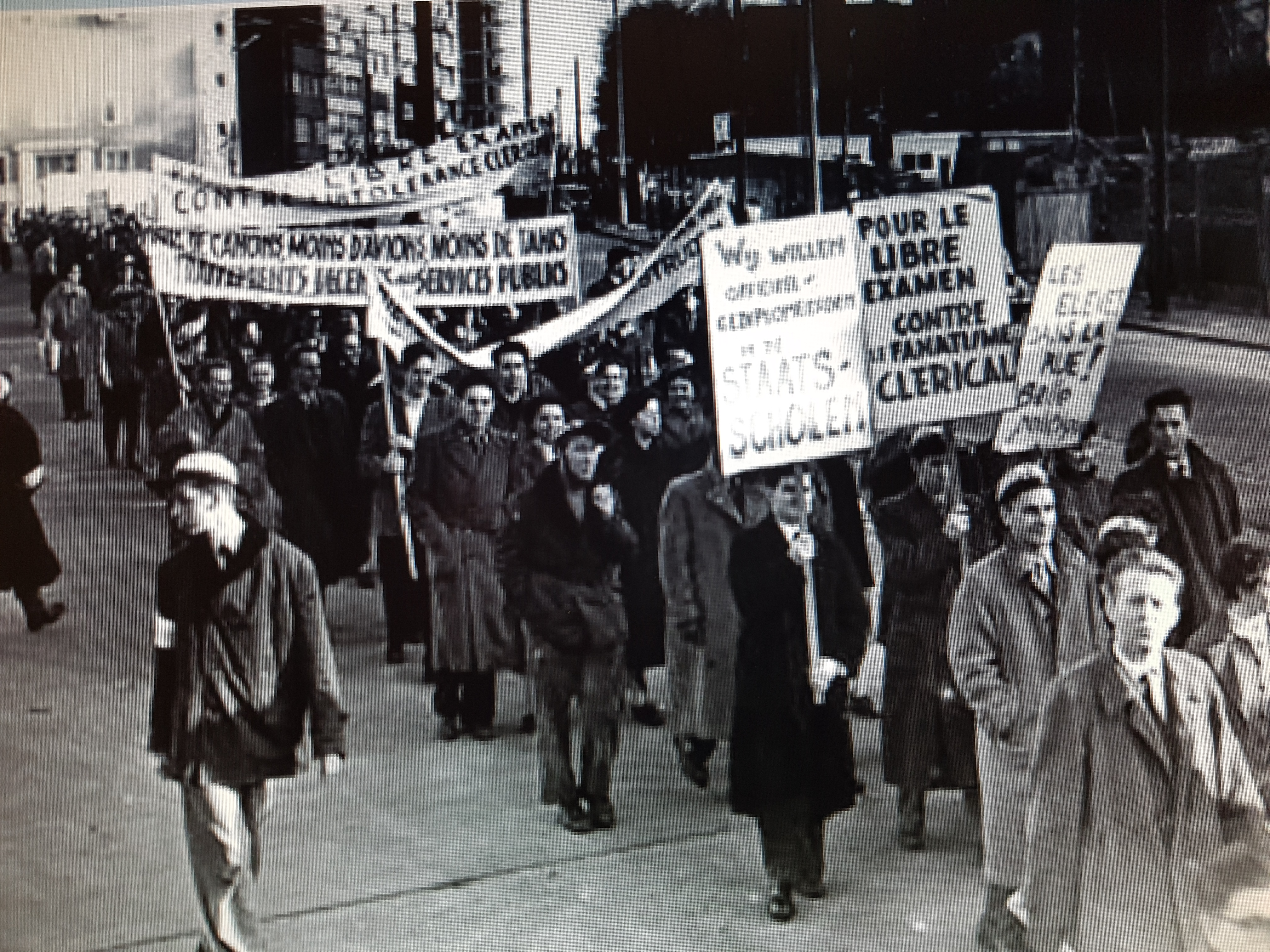
Manifestation contre la loi Harmel

Un front d’opposition unissant socialistes et libéraux se développe en réaction à l’adoption des lois Harmel et aux initiatives du ministre, en particulier concernant la mise en place des commissions mixtes et le droit de regard qu’elles tendent à donner aux représentants de l’enseignement catholique s’agissant du développement et de l’organisation de l’enseignement officiel. De grandes manifestations sont organisées. En décembre 1950, le Parti Libéral signifie son « refus du principe même d’allocations de subsides à l’enseignement » libre. Pour sa part, lors de son congrès d’avril 1951, le P.S.B. s’oppose à « un enseignement confessionnel, intolérant, au service d’une Église militante et d’un parti politique » . 

### Les élections législatives de 1954
Aux élections législatives du 11 avril 1954, le P.S.C. perd la majorité absolue dont il disposait au Parlement,. Une coalition socialiste-libérale menée par Achille Van Acker est composée. En l’absence de programme socio-économique commun, elle met l’accent sur un programme anticlérical commun et tend à annuler les mesures prises par le gouvernement précédent en matière d’enseignement. Léo Collard, socialiste, est désigné ministre de l’Instruction Publique.

### La politique de Léo Collard
En décembre 1954 et en janvier 1955, des pourparlers sont tentés entre gouvernement et opposition au sujet de la matière des subventions de l’enseignement libre. Après l’échec de ces discussions, le ministre Collard entreprend de poursuivre l’abrogation des lois Harmel , la suppression des commissions mixtes et le développement de l’enseignement technique, moyen et normal publics. Par ailleurs, Léo Collard exclut de l’enseignement officiel une centaine d’enseignants titulaires de diplômes de l’enseignement libre non nommés à titre définitif . La volonté du gouvernement, au travers de différents projets de lois (projets de lois Collard) et de différentes décisions est, d’autre part, de diminuer les subsides et de développer l’enseignement public, « là où le besoin se fait sentir, sans concertation avec le privé » .

### Les réactions à la politique de Léo Collard
Les syndicats chrétiens et l’épiscopat s’opposent vivement à la loi Collard et aux projets de lois Collard. Dès fin 1954, un Comité national pour la Défense de la Liberté et la Démocratie (CDLD) est créé pour la défense des intérêts de l’enseignement catholique. Dans une déclaration du 9 février 1955, l’épiscopat qualifie le projet de loi Collard de moyen de lutte contre l’enseignement libre . Il dénonce un projet « manifestement inspiré par la malveillance et la méfiance à l’égard des institutions scolaires catholiques ». Après une campagne de pétitionnement qui recueille 2 179 209 signatures, de grandes manifestations sont organisées, en particulier les 27 février 1955 et 26 mars 1955. Le 13 juin 1955, l’adoption de la loi Collard n’a lieu qu’après d’âpres débats parlementaires. Une grande manifestation est encore organisée par le CDLD, à Bruxelles, le 10 juillet 1955, rassemblant de l’ordre de 250 000 manifestants. La mobilisation des milieux laïcs pour la défense du programme de Léo Collard apparaît pour sa part plus limitée.

### Les élections législatives de 1958 et la nécessité d’un compromis
La campagne électorale précédant les élections législatives du 1 juin 1958 est tout entière centrée sur la question de l’enseignement,. Le 1er juin 1958, une manifestation de masse organisée par le CDLD mobilise encore 200 000 manifestants dans les rues de Bruxelles. Les résultats des élections ne permettent toutefois ni la reconduction de la majorité socialiste-libérale, ni la reconstitution d’une majorité absolue du P.S.C., le P.S.C. progressant et obtenant même la majorité absolue (en sièges) au Sénat, mais pas à la Chambre,. Une solution de compromis sur la question, centrale, de l’enseignement doit donc être impérativement dégagée.

### L’adoption du Pacte Scolaire
Après qu’un gouvernement minoritaire social-chrétien de Gaston Eyskens a été mis en place, après sept ans de conflit, une Commission Nationale destinée à la négociation d’une solution pérenne est instituée le 6 août 1958. Le P.S.C., le P.S.B. et le Parti Libéral y délèguent chacun quatre représentants (des parlementaires), dont leurs présidents respectifs. Après de longues négociations, le 20 novembre 1958, le Pacte Scolaire est conclu entre le P.S.C., le P.S.B. et le Parti Libéral, mettant fin à la deuxième guerre scolaire et accentuant le processus de cristallisation des réseaux d’enseignement en Belgique. Dorénavant, le clivage entre catholiques et défenseurs de la laïcité se manifestera plutôt dans le domaine des questions éthiques.

## Législation
- Loi organique du 23 juillet 1952 de l'enseignement normal, M.B., 22 septembre 1952, p. 6702.
- Loi du 17 décembre 1952 modifiant les lois sur l'enseignement moyen coordonnées par l'arrêté du Régent du 31 décembre 1949, M.B., 29 décembre 1952, p. 9253.
- Loi du 17 décembre 1952 créant des commissions mixtes de l'enseignement et une commission mixte des litiges, M.B., 29 décembre 1952, p. 9259.